# Camrail
La Camrail è la società del gruppo "Comazar" che ha ottenuto dal 1999 e per 20 anni la concessione per gestire le ferrovie nazionali del Camerun.

## Esercizio
Nel 1995 la rete ferroviaria camerunese era di 1.104 km a scartamento ridotto (1000 mm).

### Principali tratte
- Ferrovia Transcamerunese
  - primo troncone: Douala-Yaoundé (Camerun centrale)
  - secondo troncone: Yaoundé-Ngaoundéré (Camerun settentrionale)
- Linea dell'Ovest: Douala-Mbanga-Nkongsamba
- Linea Otélé-Mbalmayo
- Linea Mbanga-Kumba

### Parco rotabile

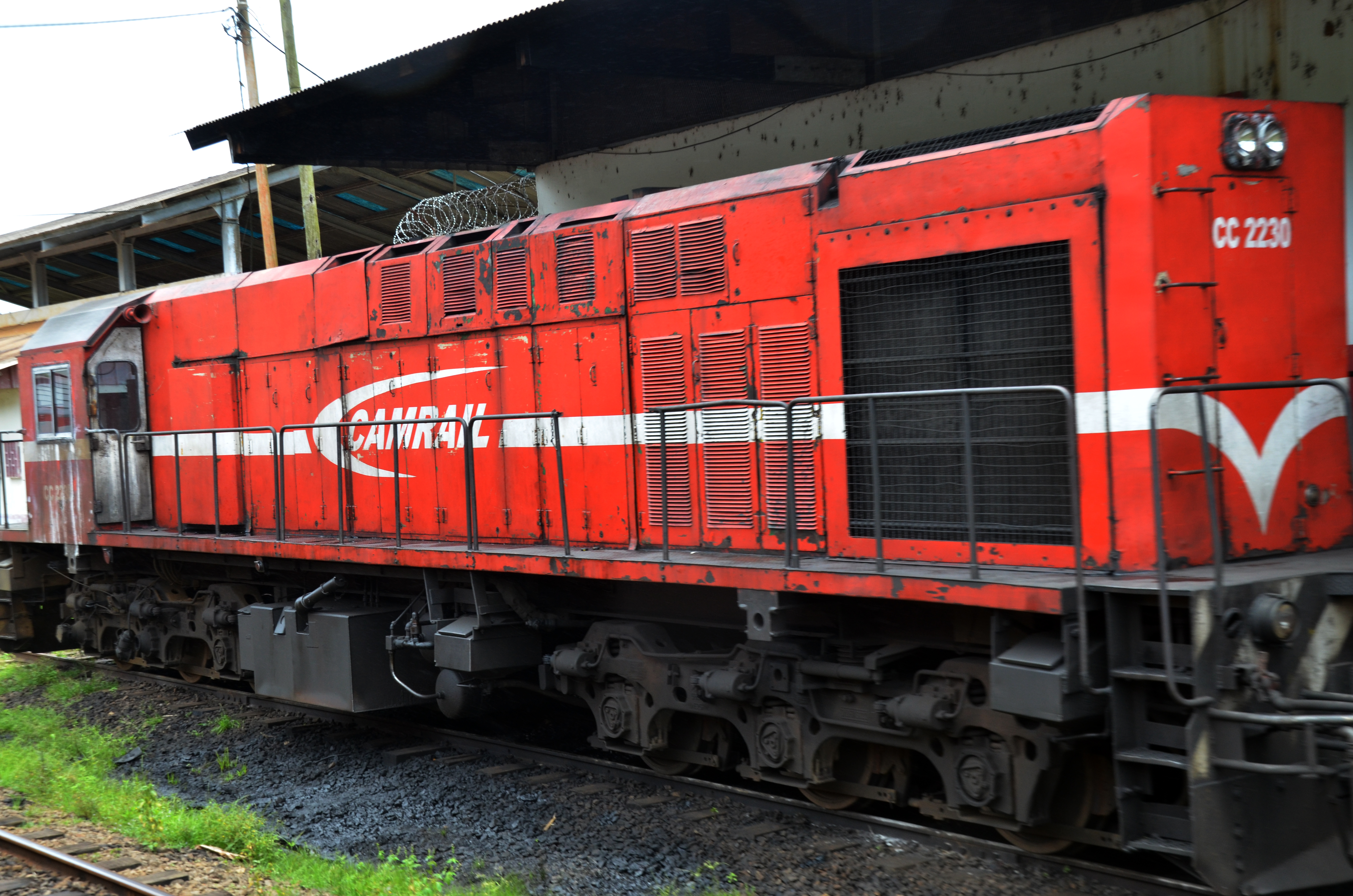
Locomotiva Camrail

- Locomotive: 50
- Vagoni: 1299